# Джон Болл (натураліст)
Джон Болл (англ. John Ball, 1818–1889) — ірландський політик, натураліст та альпійський мандрівник.

## Біографія
Болл народився в Дубліні, він старший син Ніколаса Болла, судді Суду загальної юрисдикції (Ірландія), та його дружини Джейн Шерлок. Він здобув освіту в Оскотт-коледжі поблизу Бірмінгема та в Христз-коледжі в Кембриджі, де був 41-м ренглером, але як римо-католик не міг отримати ступінь бакалавра. У ранні роки він виявив схильність до природничих наук, зокрема ботаніки; і після закінчення Кембриджа подорожував Швейцарією та іншими країнами Європи та Північної Африки, вивчаючи свої улюблені заняття та публікуючи статті з ботаніки та швейцарських льодовиків у наукових періодичних виданнях.
У 1846 році Болла призначили помічником комісара з питань прав бідних, але він пішов у відставку в 1847 році, а в 1848 році безуспішно балотувався як кандидат у парламент від Слайго. У 1849 році його призначено другим комісаром з питань бідних, але він пішов у відставку в 1852 році та успішно балотувався на виборах до округу Карлоу від партії вігів. У 1854 році, коли в добре поінформованих колах виникали серйозні сумніви щодо вступу у війну з Росією, голос народу знайшов своє вираження в особі Болла, який запевнив уряд, що виправдання Кримської війни було величезним, високим і благородним: «підтримка в цивілізованому суспільстві принципів права та справедливості». У Палаті громад Британії він привернув увагу лорда Палмерстона своїми здібностями, і в 1855 році був призначений заступником державного секретаря у справах колоній, посаду, яку він обіймав протягом двох років.
У колоніальному офісі він мав великий вплив на просування справи природничих наук, зокрема у зв'язку з обладнанням експедиції Паллісера в Канаді (за його зусилля гірський хребет Болл у Канадських Скелястих горах назвали на його честь), а також зі зусиллями Вільяма Джексона Гукера щодо отримання систематичних знань про колоніальну флору.
У 1858 році Болл балотувався від графства Лімерик, але зазнав поразки, після чого він покинув політику та присвятив себе природознавству. Він був першим президентом Альпійського клубу (заснованого 1857 року), і саме за свою роботу як альпініста його найбільше пам'ятають. Його відомий «Альпійський путівник» (Лондон, 1863–1868) став результатом незліченних сходжень і подорожей, а також ретельних спостережень, записаних у зрозумілому та часто цікавому стилі. Серед його досягнень — він першим піднявся на головну вершину Доломітових Альп (Монте-Пельмо у 1857 році). Він також подорожував Марокко (1871) та Південною Америкою (1882) і записував свої спостереження в книгах, які були визнані такими, що мають наукову цінність.
Його дружиною була Еліза Пароліні, дочка італійського натураліста Альберто Пароліні. Болл помер у Лондоні в жовтні 1889 року у віці 71 року.